# Вежица (река)
Вежица (пол. Wierzyca, Wierzysza, Werysa) — река в Польше, левый приток Вислы, протекает по территории Картузского, Косьцежского, Старогардского и Тчевского повятов в Поморском воеводстве на севере страны.
Длина реки составляет 151 км, площадь водосборного бассейна — 1,6 тыс. км². Средний расход воды в нижнем течении около Броды-Поморске — 8,94 м³/с.
Вежица вытекает из небольшого озера на высоте 225 м над уровнем моря около села Пётрово юго-восточнее горы Вежица на северо-востоке Поморского поозёрья. В верховье течёт преимущественно на юг, потом поворачивает на запад, в низовье преобладающим направлением течения становится юго-восток. Сливается с нижним течением Вислы на высоте 9 м над уровнем моря около Гнева.
Крупнейший приток — Ветциса, впадает в среднее течение слева около Чиста-Воды.
Крупнейшие населённые пункты на реке: Старогард-Гданьский, Пельплин, Гнев.